# Kearà

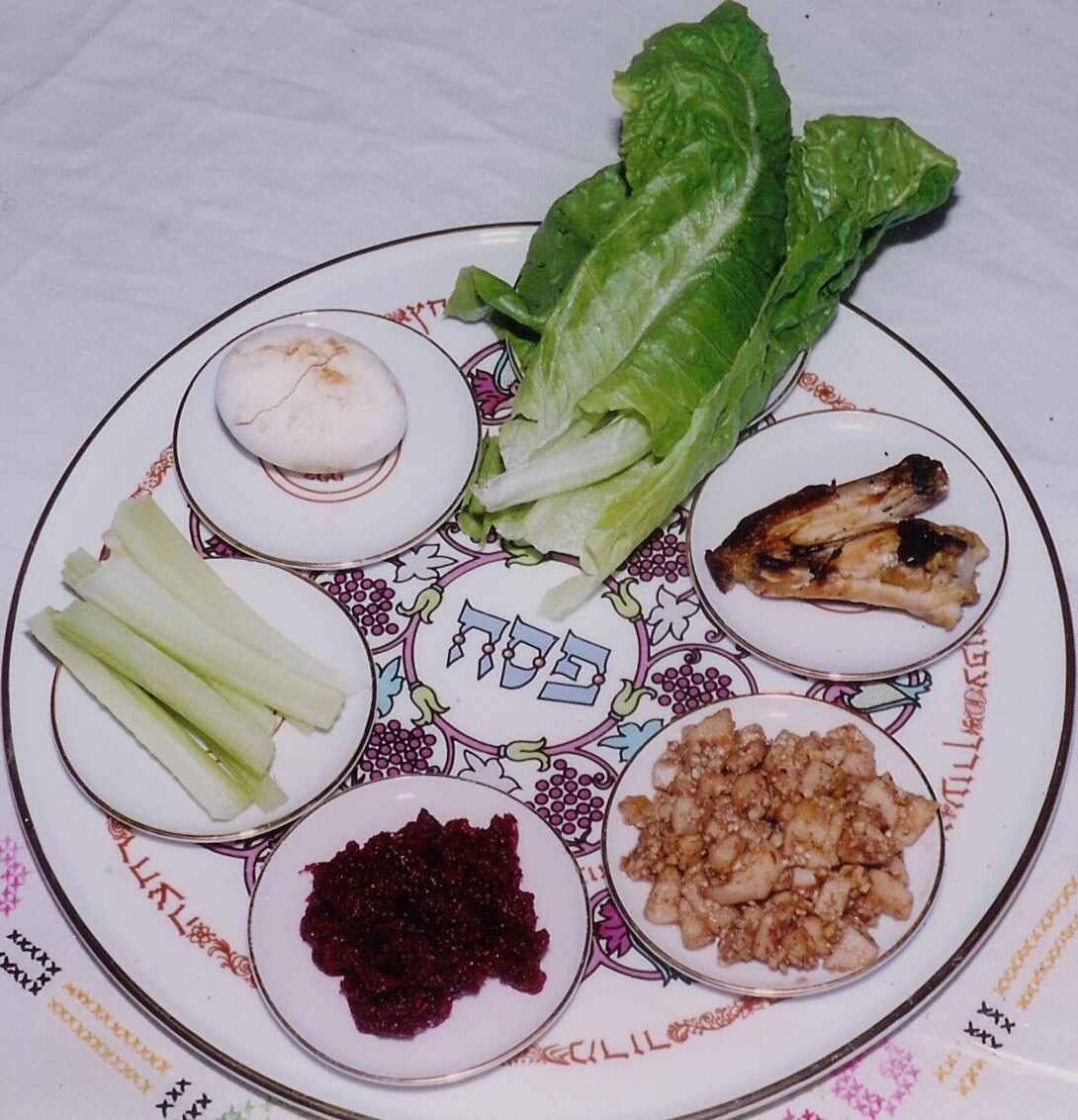
Ordenació tradicional dels ingredients en el plat del Séder de Pessa'h (Kearà). Els ingredients (en el sentit de les agulles del rellotge, des de la part superior): maror (enciam romà), zroah (una tíbia de xai rostida), charoset, jrein: arrel de rave picant amb remolatxa), karpas (pals d'api) i beitzah (ou bullit).

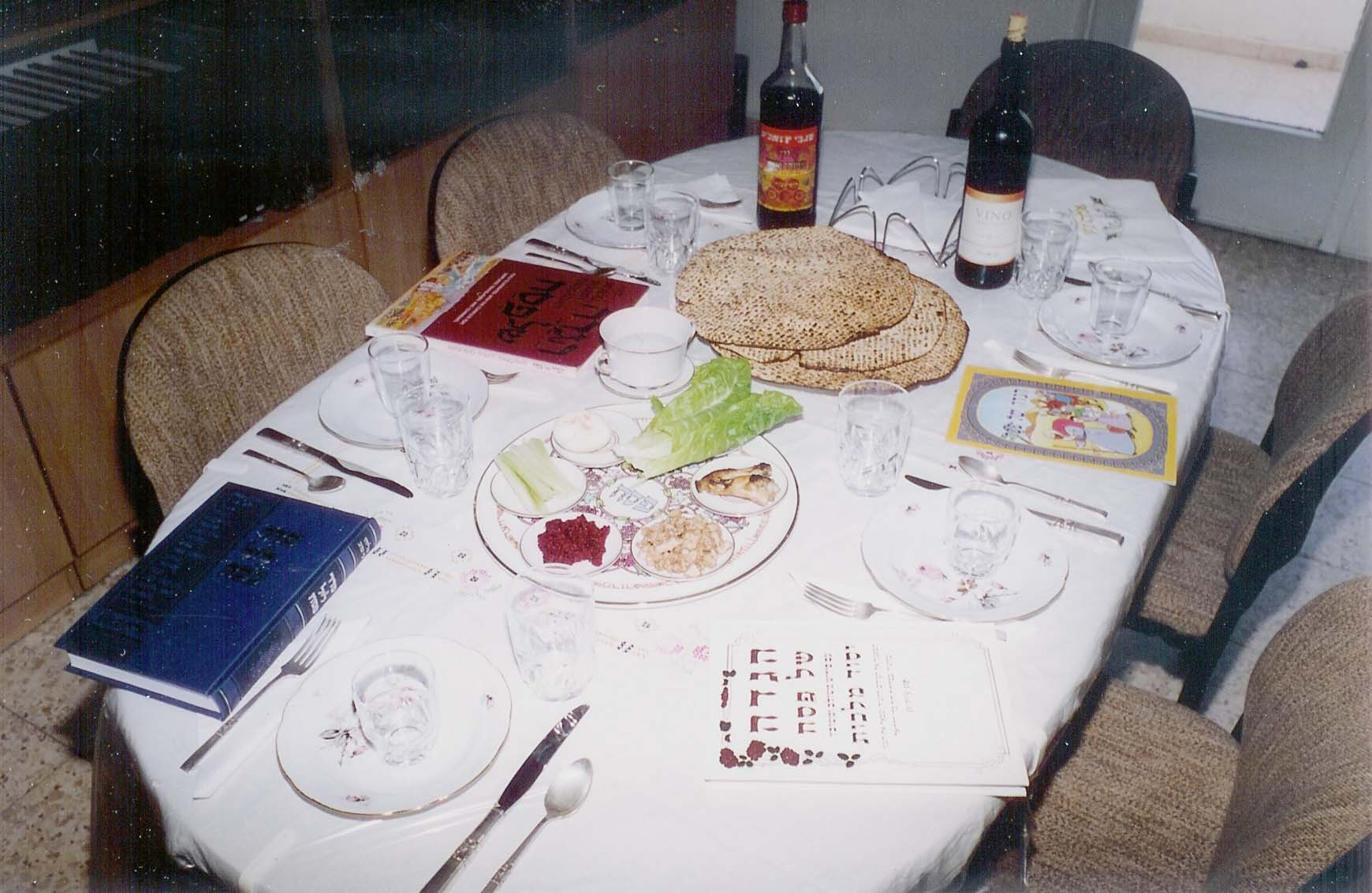
Ordenació de la taula en una celebració del séder, es pot veure el plat del Séder de Pessa'h (la kearà) i les tres làmines de matsà (matzos) es col·loquen en un plat apart i juntament amb els bols d'aigua salada.

La Kearà (en hebreu: קערת ליל הסדר) o el plat del Séder de Pessa'h, és un plat que conté aliments simbòlics que ajuden a celebrar i a recordar el séder de Pessa'h. Els sis ingredients que es col·loquen en el plat, tenen un significat especial que intenta evocar la història i els sentiments dels israelites durant l'Èxode de l'antic Egipte, aquest record es duu a terme mitjançant l'ingestió dels aliments servits en el plat, que han de menjar-se seguint un ritual. El setè ingredient simbòlic durant el sopar és una pila de tres làmines de matsà col·locades en el seu propi plat sobre la taula del séder.

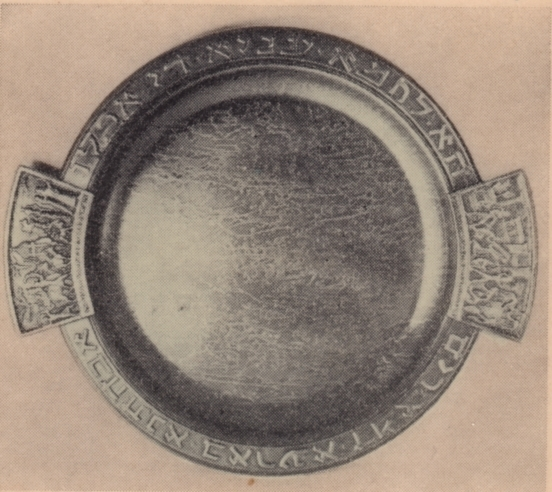
Plat del Séder (1948, Israel, Pal-Bell, Maurice Ascalon).

## Els ingredients tradicionals del Séder

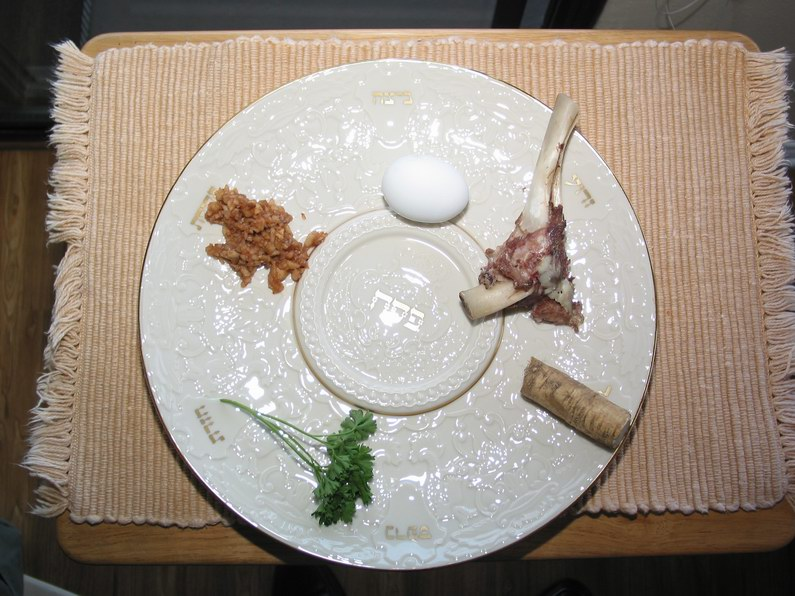
Plat del Séder de Pessa'h. (Kearà).

Els sis ingredients tradicionals que formen el plat del Séder de Pessa'h (Kearà) són:
- Chazeret: és l'arrel d'un rave picant. A vegades l'arrel del rave es ratllada i barrejada amb remolatxa i sucre, per fer una pasta anomenada Jrein.

- Maror: és generalment un enciam romà, en un moment del séder, l'enciam romà es menja juntament amb les matzot, per complir amb la mitsvà del korech. La maror és una herba amarga que simbolitza l'amargor i les penalitats de l'esclavatge sofert pels israelites en l'antic Egipte. La maror pot ser qualsevol herba fresca de sabor amarg. Les herbes han de ser fresques, si fossin condimentades o adobades, no serien vàlides per a la celebració del séder, segons els preceptes de la llei jueva.

- Charoset: es tracta d'una pasta dolça, de color marró-vermellós, una barreja de fruita seca de textura pedrosa, que representa el morter empleat pels esclaus per construir els graners i els edificis de l'antic Egipte. En les cases dels jueus asquenazites quan celebren el séder, el charoset es fa amb nou picada, pomes, canyella, i vi dolç. Els jueus sefardites en les seves receptes de cuina fan servir dàtils i mel juntament amb nous picades, canyella i vi. L'elecció dels ingredients simbolitza els atributs del poble jueu en paraules del Rei Salomó tal com esmenta en el seu Càntic dels Càntics.

- Karpas: sol ser una verdura o una herba de sabor amarg, que és untada en aigua salada (salmorra) al començament del séder. Se sol fer servir julivert, api o patata cuita. La verdura remullada en l'aigua salada (que representa les llàgrimes) reflecteix les penuries que van patir els esclaus hebreus a Egipte, que només van poder menjar aliments simples i poc preparats. El consum inicial del karpas en el séder significa que els nens de la taula comencin a preguntar pel significat de la celebració. Generalment en el Sàbat o en els menjars de les festivitats jueves, el primer aliment ingerit després del kidush amb el vi és el pa. En la taula del séder, no obstant això, el primer aliment ingerit després del kidush és una verdura. Aquest canvi en l'ordre deixa immediatament la recitació de la famosa qüestió: "Per què aquesta nit és diferent de les altres nits?"

- Zeroah: és una tíbia de xai rostida, pot ser també un ala de pollastre, o un coll; simbolitzant el Korban Pessa'h (el sacrifici pascual) en el qual s'ofereix un corder com a sacrifici en el Temple de Jerusalem, el qual es rosteix i es menja com a part del sopar de la celebració de la nit del séder. Des de la destrucció del Temple de Jerusalem, el zroa es serveix com un record visual del sacrifici del Pessa'h (korban pessa'h) durant el Séder de Pessa'h, el zroa no és ni ingerit ni manipulat. Els vegetarians solen substituir aquest element per una remolatxa, fent esment d'un versicle del Talmud de Babilònia (Pesachim 114b) com la seva justificació per a tal pràctica.

- Beitzah: és un ou bullit que simbolitza el Korban Chaguigah (la festa del sacrifici), i que era ofert en el Temple de Jerusalem. Aquest ou tampoc és manipulat ni consumit com a part del sopar del séder. Malgrat ser el sacrifici de Pessa'h i el Chaguigah ofrenes de càrn, el Chaguigah és commemorat amb un ou com a símbol de dol (els ous són servits en les celebracions de les vetlles després dels funerals), d'aquesta forma s'evoca la idea del dol per la destrucció del Temple (el Beit HaMikdaix). Des de la destrucció del Temple, la beitzah se serveix com un record visual del Chaguigah; durant el séder no es menja ni es manipula (a excepció de l'operació inicial de remullar-lo en l'aigua salada).

Els ingredients han de col·locar-se en la taula del Séder de Pessa'h d'acord amb el seu ús, els que s'usen primer han d'estar a prop, i els que es fan servir després lluny. el setè ingredient simbòlic del séder són les tres làmines de matsà, que es serveixen separades. La primera i la tercera es fan servir per recitar el Hamotzí (la benedicció sobre el pa), mentre que la segona es pot partir pel mig i posar-la en una vora per a l'Afikoman.
Els bols amb aigua salada es fan servir en les dues uncions del séder: un al començament del sopar, en el qual es remulla el karpas, i l'altre abans que el sopar comenci, en el qual es remulla l'ou dur com a recordatori de la Chaguigah. No és una part tradicional del plat del Séder (Kearà) però es posa en la taula.

## Elements no tradicionals
Algunes preparacions de la Kearà o el plat del Séder de Pessa'h, poden incloure elements addicionals, d'igual forma simbòlics. Per exemple, alguns sedarim (plural de séder) inclouen taronges en honor dels drets dels oprimits, i/o dels activistes. L'ús de les taronges s'ha dit que ha estat inspirat per una cita conservadora d'un rabí que va dir que les dones pertanyen a la bimah com la taronja pertany al plat del séder. No obstant això, Susannah Heschel, una investigadora que reclama haver iniciat la tradició de la taronja, esmenta que aquesta història és falsa.